# Andrena prostomias
Andrena prostomias är en biart som beskrevs av Pérez 1905. Andrena prostomias ingår i släktet sandbin, och familjen grävbin. Inga underarter finns listade i Catalogue of Life.